# 维多利亚 (马来西亚)
维多利亚镇，即为纳闽联邦直辖区的首府，也因此被称为纳闽镇。维多利亚处在纳闽岛的东南方，也是该区的行政及金融中心。

## 历史
15世纪开始，维多利亚一直由汶萊帝國统治。 过后汶萊帝國苏丹奥玛阿里·赛夫丁把维多利亚的控制权转让给了英国。 奉英国维多利亚女王之命，英国海军军官罗尼·曼迪访问并且正式接管了维多利亚。
1942年1月3日至1945年6月，维多利亚被大日本帝国的北婆羅洲部队日本陸軍第37軍统治，这段时间称为英屬婆羅洲日佔時期。 1945年6月10日，澳大利亚皇家陆军第9师于纳闽战役中成功解放了维多利亚。过后，维多利亚成为了婆羅洲英國軍事管制區的一部分，英国也修复了维多利亚被战役摧毁的基础设施。
小岛于1963年成为马来西亚沙巴州的一部分。1984年沙巴州政府把岛屿的控制权转让给了马来西亚政府。为了促进维多利亚的经济增长，马来西亚政府于1990年10月宣布该区为国际离岸金融中心以及自由贸易区。

## 经济
维多利亚镇内的重要设施包括纳闽港。纳闽港是一个深水港，水域相当平静。这个港口是汶莱、砂拉越北部以及沙巴西部一个重要的货运中转站。纳闽境内主要生产椰子核、橡胶以及西米，处理后经纳闽港出口至国外。港口能够供大型货轮停靠，且是个天然的深水港，不受台风影响。主要港口长244米，宽度为8.5米，并且可以容纳高达16000載重噸位的货轮停靠，并可接纳4艘货轮同时停靠。港口拥有15600平方米的公开货柜停放处以及两个仓库。此外，港口也具备了每年处理100万个20呎標準貨櫃（TEUs）的能力。除了主要港口，附近还有其他5个私人港口，分别为壳牌石油港、铁矿港、甲醇港以及两个岸外小麦出口港口（名为Asian Supply Base Jetty 以及 Sabah Flour Mill Jetty）。
维多利亚镇的金融中心位于岛内的默迪卡路。金融中心的主要用户包括跨国银行、保险公式以及信托基金的海外分行。维多利亚金融中心也设有区域岸外深海采集石油以及天然气公司的办事处。根据2010年的人口普查，维多利亚镇约有8.5万名居民。维多利亚离岸金融中心也拥有一个设有1,500个座位的會展中心，并设有一间商场。

## 气候
| 维多利亚          | 维多利亚  | 维多利亚  | 维多利亚  | 维多利亚   | 维多利亚   | 维多利亚   | 维多利亚   | 维多利亚   | 维多利亚   | 维多利亚   | 维多利亚   | 维多利亚   | 维多利亚      |
| 月份              | 1月       | 2月       | 3月       | 4月        | 5月        | 6月        | 7月        | 8月        | 9月        | 10月       | 11月       | 12月       | 全年          |
| ----------------- | --------- | --------- | --------- | ---------- | ---------- | ---------- | ---------- | ---------- | ---------- | ---------- | ---------- | ---------- | ------------- |
| 平均高温 °C（°F） | 30 (86)   | 30 (86)   | 31 (87)   | 32 (89)    | 32 (89)    | 31 (88)    | 31 (88)    | 31 (88)    | 31 (87)    | 31 (87)    | 31 (87)    | 30 (86)    | 31 (87)       |
| 平均低温 °C（°F） | 24 (76)   | 24 (76)   | 24 (76)   | 24 (76)    | 24 (76)    | 24 (76)    | 25 (77)    | 24 (76)    | 24 (76)    | 24 (76)    | 24 (76)    | 24 (76)    | 24 (76)       |
| 平均降水量 mm（） | 110 (4.4) | 120 (4.6) | 150 (5.9) | 300 (11.7) | 350 (13.6) | 350 (13.8) | 320 (12.5) | 300 (11.7) | 420 (16.4) | 460 (18.3) | 420 (16.5) | 280 (11.2) | 3,570 (140.6) |
| 来源：Weatherbase |           |           |           |            |            |            |            |            |            |            |            |            |               |

## 国际关系

### 姐妹城
维多利亚现在有1个友好城市:
- 中国湖北省咸宁市[18]

## 图片集

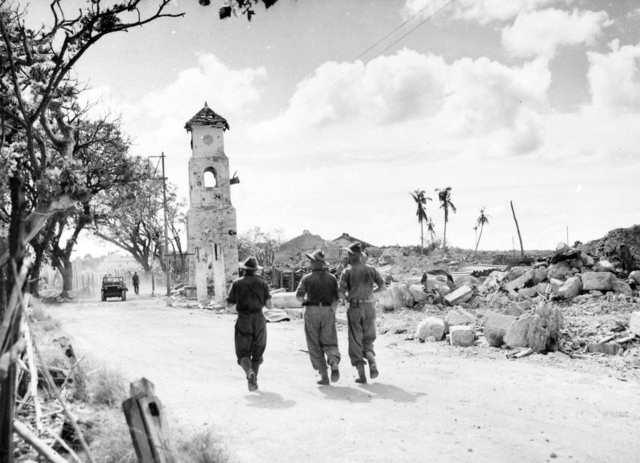
二战时候的维多利亚
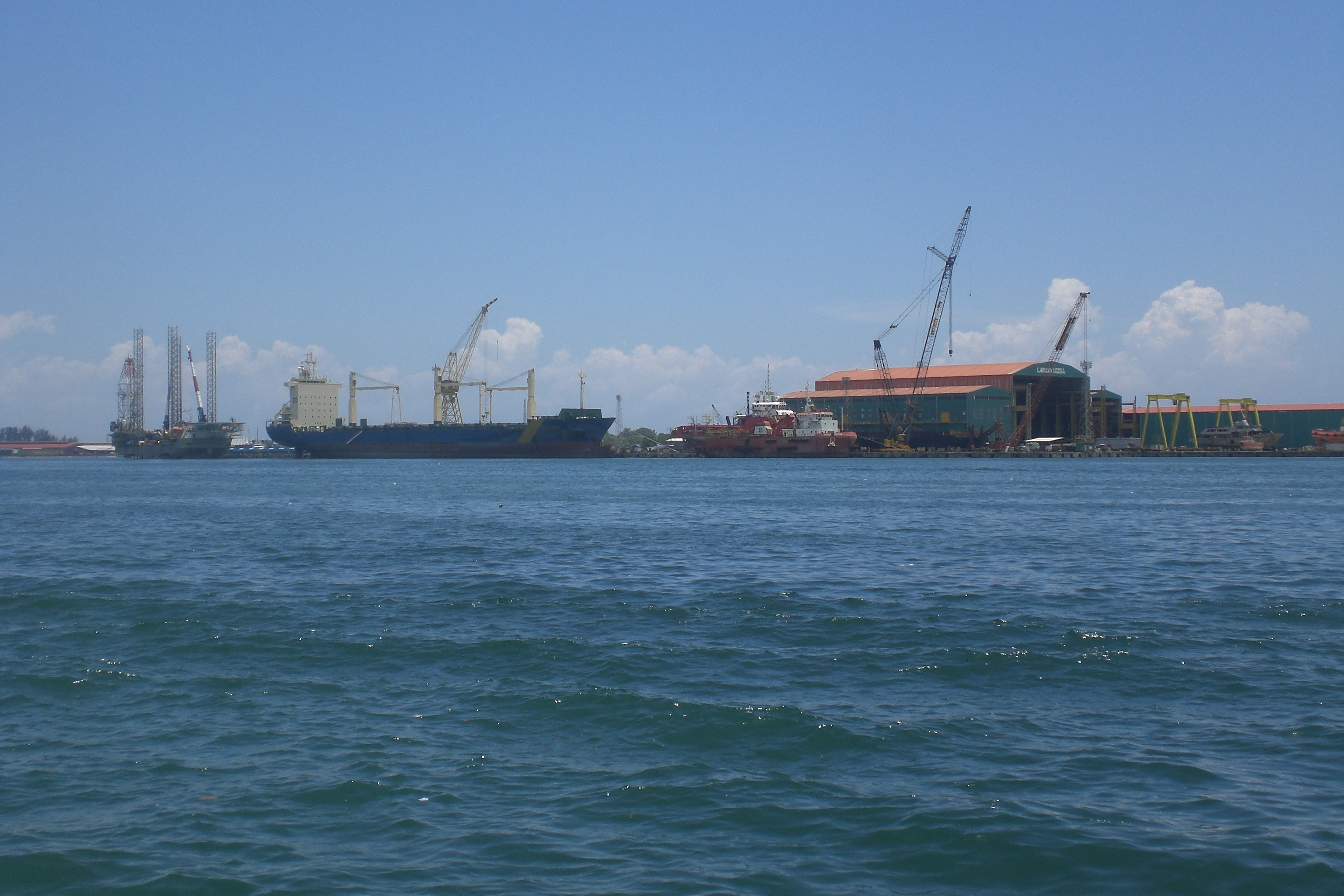
纳闽港照片